# Einar Strøm (gymnast)
Einar Johan Strøm, född 17 mars 1885, död 26 september 1964, var en norsk gymnast.
Strøm tävlade för Norge vid olympiska sommarspelen 1912 i Stockholm, där han var med och tog guld i lagtävlingen i fritt system. 